# Antonín Plocek
Antonín Plocek (11. dubna 1912 Česká Třebová – 2. července 1941 Lower Mere Park Farm) byl český pilot 311. československé bombardovací perutě a oběť druhé světové války.

## Život

### Před druhou světovou válkou
Antonín Plocek se narodil 11. dubna 1912 v České Třebové v rodině železničního zaměstnance. Absolvoval měšťanskou školu a poté do roku 1929 studoval na řemeslnické škole v Litomyšli. Poté pracoval v armaturce. V roce 1930 začal studovan ve škole pro letecký dorost v Prostějově a po jejím ukončení v roce 1932 nastoupil prezenční vojenskou službu u Leteckého pluku 3 v Žilině. Získal status polního pilota. V roce 1933 byl účastníkem dvou nehod, po první nezaviněné v Nitře utrpěl popáleniny v obličeji, při druhé musel nouzově přistát v lese po vysazení motoru. Po rekonvalescenci působil jako kurýrní pilot pro Edvarda Beneše. V roce 1935 sloužil pět měsíců v detašované jednotce československého armádního letectva v Boce Kotorské, kde létal ve strojích vlekoucích cvičné terče protiletadlového dělostřelectva. Po návratu opět sloužil v Žilině, v roce 1937 dokončil kurz nočního létání. Dosáhl hodnosti četaře.

### Druhá světová válka
Po německé okupaci v březnu 1939 a rozpuštění Československé armády pracoval Antonín Plocek jako úředník na ministerstvu vnitra v Praze. Vstoupil do protinacistického odboje. Dalšími odbojáři byl upozorněn na připravované zatčení gestapem a proto urychleně společně s dalšími českotřebovskými letci Františkem Sixtou a Františkem Kráčmerem opustil ilegálně Protektorát Čechy a Morava a to za pomoci českotřebovské odbojové organizace okolo poštmistra Karla Votroubka. Tzv. balkánskou cestou se dostal do Francie, kde se 5. března 1940 v Agde přihlásil do zde vznikající československé zahraniční jednotky. Po pádu Francie v červnu 1940 se lodí evakuoval z Bordeaux do Spojeného království. Zde vstoupil do Royal Air Force. Po zaškolení na britskou leteckou techniku byl v 13. prosince 1940 zařazen k 311. československé bombardovací peruti a po dalším výcviku byl k 3. březnu 1941 připuštěn do operační služby. Působil jako druhý pilot. Dne 2. července 1941 byl členem posádky letounu Vickers Wellington Mk. IC R1516 KX-U, která se účastnila bombardování Cherbourgu. Stroj byl poškozený a proto při návratu zaostal za formací, což společně s poruchou vysílače identifikujícího vlastní letadla zmátlo britskou obranu, která na něj navedla nočního stíhače. Tím byl velitel 604. noční stíhací perutě RAF Charles Henry Appleton na stroji Bristol Beaufighter a ten se nemýlil. Letoun explodoval a společně s Antonínem Plockem v něm uhořeli Adolf Dolejš, Jaroslav Lančík, Richard Hapala, Jaroslav Petrucha a kapitán Oldřich Helma. Zřítil se u Lower Mere Park Farm ve Wiltshiru. Společně s ostatními je Antonín Plocek pohřben na vojenském hřbitově v ulici Devizes Road v Salisbury.

### Posmrtná ocenění
- Antonín Plocek byl v roce 1947 in memoriam povýšen do hodnosti poručíka a v roce 1991 do hodnosti plukovníka
- Antonínu Plockovi byly in memoriam uděleny Pamětní medaile československé armády v zahraničí a Hvězda 1939–1945